# عند بوابة الخلود
عند بوابة الخلود ، أو على عتبة الخلود هي لوحة للرسام فنسنت فان جوخ ، رسمت في عام 1890 في سان ريمي دي بروفانس بعد رسم نفسه في عام 1882. وقد رسم اللوحة قبل بضعة أيام من إطلاق النار على نفسه.
عرض في سبتمبر 2018 بمهرجان البندقية للأفلام فيلم سيرة ذاتية للرسام فان غوخ يحمل اسم اللوحة، من تمثيل ويليام دافو، وإخراج جوليان شنابل.